# Симсон, Эдуард Альфредович
Симсон Эдуард Альфредович (род. 5 ноября 1955, Харьков) — украинский учёный в области математической теории и численных методов оптимизации сложных систем и оптимального проектирования конструкций, бизнесмен.  Доктор технических наук, профессор Национального технического университета «ХПИ», Академик ИАУ, Президент АО «Украинские информационные системы», Лауреат Государственной премии Украины в области науки и техники за цикл работ по разработке теоретических основ автоматизированного оптимального проектирования конструкций и созданию на этой базе образцов современной космической, медицинской и турбокомпрессорной техники, Заслуженный деятель науки и техники Украины.

## Образование
В 1971 г. окончил специализированную физико-математическую школу, в
1977 г. с отличием - инженерно-физический факультет Харьковского
политехнического университета (ХПИ), по специальности динамика и прочность машин.

## Научно-педагогическая деятельность
В 1981 г. защитил кандидатскую диссертацию «Оптимизация элементов конструкций в резонансных режимах». С 1983 г. — ученый секретарь Научного Совета Академии Наук СССР по проблеме «Ультразвук». В 1994 г. защитил докторскую диссертацию «Разработка теории и программного обеспечения оптимального проектирования динамически нагруженных конструкций».  
С 1981 г. — доцент, с 1989 г. и.о. а с 1992 г. — заведующий кафедрой прикладной математики, с 1994 г. — профессор Харьковского политехнического университета, заведующий лабораторией оптимизации сложных динамических систем. 
Автор 27 патентов, 2 монографий и более 270 научных работ в области оптимизации.

## Научно-предпринимательская деятельность
1988 г. — Президент Инновационного Центра «Эскорт» — одной из первых негосударственных предпринимательских организаций СССР в сфере науки и технологий (1989—1993 гг. — руководитель разработки серии уникальных нейрохирургических и других медицинских приборов, 1989—1995 гг. — создание нового поколения украинских малоразмерных турбокомпрессоров — более 80 % рынка тракторных и комбайновых двигателей бывшего СССР). 1995—1997 гг. — Председатель Совета акционеров АО Дергачевский турбокомпрессорный завод, инжиниринговой фирмы ЗАО «Турбо — Веста». 
С 1994 г. — Президент Украинского института экономического моделирования. С 1995 г. руководитель украинской группы экспертов по Проекту немецкой технической помощи реструктуризации Изюмского оптико-механического завода (1993, 1994 гг.). 
Инициатор создания в 1994 г. германо-франко-украинской консалтинговой группы «ФРЕЗЕР-СОФРЕС-УИС», победившей на тендере ЕС ТАСИС «Помощь Правительству Украины в реструктуризации и приватизации крупных предприятий» (1994—1996 гг.). Руководил разработкой технического задания ФГИ Украины и тендерных условий Проекта ЕС ТАСИС «Социальные последствия реструктуризации приватизированных предприятий». 
Создал украинскую информационно-консалтинговую группу «АйСи-21», в которую вошли компании «Интерфакс Украина», АО «Украинские Информационные Системы», АО «Компьютерные системы», «Евроиндекс», а также Харьковскую консалтинговую ассоциацию. 
В 1993 году создал одну из первых на Украине консалтинговых фирм АО «Украинские информационные системы», которой было осуществлено более 30 проектов международного, национального и регионального уровня, включая EC TACIS.
В 1998 г. – Руководитель подготовки и проведению в Киеве ежегодного собрания ЕБРР и бизнес-презентации инвестиционных возможностей Украины, редактор издания «Взгляд в 21 век. Инвестиционные возможности Украины»
С 2008 года — заместитель генерального директора Группы компаний «УПЭК», директор по исследованиям и новым разработкам Группы «УПЭК», Директор Объединенного инженерного центра  
С 2014 года – Председатель отделения машиностроения и развития промышленности Северо-Восточного Центра НАН и МОН Украины. 
С 2015 года член Президиума федерации ученых Украины.
С ноября 2016 года – член Совета по развитию промышленности при премьер-министре Украины, ответственный за инновации и стартапы.
С 2016 по 2020 годы – сопредседатель подкомитета по научной поддержке промышленности, развитию инноваций и стартапов Национального Комитета по развитию промышленности Украины. 
С 2016 года генеральный партнер Американского Венчурного Фонда «Phoenix», координатор первых на Украине высокотехнологичных бизнес-инкубаторов - «eō Вusiness Incubators», созданных в рамках проекта USAID “Competitive Economy Program». 
C 2018 года – Председатель Наблюдательного Совета Украинской инженерно-педагогической Академии (г.Харьков).

## Консультативная деятельность
Советник заместителя Председателя Верховного Совета Украины (1992-1994 гг.), Комитета по проведению ежегодного собрания ЕБРР (1996-1998 гг.), Кабинета Министров Украины (1998-2000 гг.), Председателя Харьковской областной госадминистрации (1999-2001 гг.), Городского Головы города Харькова (2002-2003 гг.). Национального комитета развития промышленности Кабинета Министров Украины (2016-2020 гг.)

## Награды и звания
Лауреат Государственной премии Украины, Заслуженный деятель науки и техники Украины
Указом Президента Украины №670/2015 награждён орденом Ярослава Мудрого V степени «За значительный личный вклад в государственное строительство, социально-экономическое, научно-техническое, культурно-образовательное развитие Украинского государства, весомые трудовые достижения, многолетний добросовестный труд».
Награжден Золотой медалью им. А.М. Подгорного «За выдающийся вклад в развитие науки, техники и инженерного дела», а также медалью украинской федерации ученых.